# 바타비아 공화국
바타비아 공화국(네덜란드어: Bataafse Republiek, 프랑스어: République Batave)은 네덜란드 7개주 연합공화국의 계승 국가이다. 1795년 1월 19일에 선포되었고 1806년 6월 5일에 루이 보나파르트가 네덜란드 왕위에 오르면서 끝났다. 1801년 10월부터는 바타비아 연방(Bataafs Gemenebest)으로 불리게 되었다. 두 이름 모두 바타비족의 게르만족을 가리키며, 네덜란드 혈통과 그들의 민족주의적 전승에서 그들의 고대 자유를 향한 탐구를 나타낸다.
1795년 초, 프랑스 공화국의 개입은 옛 네덜란드 공화국의 몰락으로 이어졌다. 새로운 공화국은 네덜란드 국민들로부터 광범위한 지지를 받았고 진정한 대중 혁명의 산물이었다. 하지만, 프랑스 혁명군의 무장 지원으로 설립되었다. 바타비아 공화국은 "자매 공화국"의 첫 번째 국가이자, 나중에는 프랑스 나폴레옹 제국의 일부가 되었다. 프랑스 정치는 프랑스 자신의 정치 발전에서 서로 다른 정파를 지지하는 세 번의 쿠데타를 지지한 프랑스인들에게 깊은 영향을 받았다. 그럼에도 불구하고, 성문 네덜란드 헌법을 만드는 과정은 나폴레옹이 네덜란드 정부가 그의 형제인 루이 보나파르트를 군주로 받아들이도록 강요하기 전까지 프랑스의 영향보다는 주로 내부 정치적 요인에 의해 주도되었다.
바타비아 공화국의 비교적 짧은 기간 동안 가져온 정치, 경제, 사회 개혁은 지속적인 영향을 미쳤다. 옛 네덜란드 공화국의 연방 구조는 영구적으로 단일 국가로 대체되었다. 네덜란드 역사상 처음으로, 1798년에 채택된 헌법은 진정으로 민주적인 성격을 가지고 있었다. 1801년 쿠데타가 일어나면서 공화국은 민주적으로 통치되었다. 1848년 요한 루돌프 토르베케의 헌법 개정으로 국왕의 권력이 제한되었다. 네덜란드 역사상 처음으로 각료 정부의 형태가 도입되었으며 현재 정부 부처의 대부분은 이 시대로 거슬러 올라간다.
비록 바타비아 공화국은 프랑스의 의뢰국이었지만, 그 이후의 정부들은 프랑스의 이익과 충돌하는 곳에서도 어느 정도의 독립을 유지하고 네덜란드의 이익을 위해 봉사하려고 노력했다. 이러한 이해의 충돌은 "그랜드 펜션"의 루터 얀 쉬멜페닌크의 정권에 대한 짧은 실험이 나폴레옹에게 불만족스러운 것으로 판명되었을 때 결국 공화국의 종말로 이어졌다. 이후 루이 보나파르트는 프랑스의 명령을 따르기를 거부했고, 이는 결국 1810년 프랑스 제국에 합병되면서 그의 몰락으로 이어졌다.

## 배경
제4차 영국-네덜란드 전쟁으로 인해 패트리어트 정당은 빌헬름 5세의 독재정권에 대항하여 반란을 일으켰으나, 빌헬름의 처남인 프레드릭 빌헬름 2세의 개입으로 1787년 9월 빠르게 무너졌다. 대부분의 패트리어트들은 프랑스로 망명했고, 네덜란드의 "앙시앵 레짐"은 주로 오랑주 대연금의 로렌스 피터 판 드 슈피겔을 통해 네덜란드 정부에 대한 지배력을 강화했다. 이 사실상의 영-프로이센 보호령의 지위는 1788년 보증법(영국과 프로이센이 보증인으로 활동)과 네덜란드 공화국, 프로이센, 영국 간의 3국 동맹에 의해 국제적으로 공식화되었다.
프랑스 혁명은 애국자들이 자신들의 반란에서 옹호했던 많은 정치 사상을 수용했다. 패트리어트들은 혁명을 열렬히 지지했고, 프랑스 혁명군이 혁명을 확산시키기 시작했을 때 패트리어트들은 자신들의 나라를 권위주의적 굴레로부터 해방시키기를 희망하며 동참했다. 슈타트홀더는 갑작스럽게 반오스트리아 프랑스 제1공화국을 정복하기 위해 불운한 제1동맹에 가입했다.

## 같이 보기
- 암스테르담의 바타비아 혁명

## 저서
- Israel, J.I. (1995), The Dutch Republic: Its Rise, Greatness and Fall, 1477–1806, Oxford University Press,ISBN 0-19-873072-1 hardback, ISBN 0-19-820734-4 paperback
- Schama, S. (1977). 《Patriots and Liberators. Revolution in the Netherlands 1780–1813》. New York: Vintage books. ISBN 0-679-72949-6.
- Vries, J. de, and Woude, A. van der (1997), The First Modern Economy. Success, Failure, and Perseverance of the Dutch Economy, 1500–1815, Cambridge University Press, ISBN 978-0-521-57825-7

## 인용
- Palmer, R.R. (1954). “Much in Little: The Dutch Revolution of 1795”. 《Journal of Modern History》 26 (1): 15–35. doi:10.1086/237660. JSTOR 1874870. S2CID 144853029 – JSTOR 경유.